# Peso del vehículo
El peso del vehículo es una medida de los vehículos de motor con ruedas, ya sea un peso real medido del vehículo en condiciones definidas o un peso bruto nominal de su capacidad de carga.

## Peso en orden de marcha
El peso en orden de marcha (kerb weight, en inglés británico o curb weight en inglés americano), es la masa total de un vehículo con el equipamiento de serie y todos los consumibles necesarios para su funcionamiento, como aceite de motor, aceite de transmisión, líquido de frenos, refrigerante, refrigerante del aire acondicionado y, a veces, un depósito lleno de combustible, sin llevar pasajeros ni carga. El peso bruto del vehículo es mayor e incluye la carga útil máxima de pasajeros y carga.
Esta definición puede diferir de las definiciones utilizadas por las agencias reguladoras gubernamentales u otras organizaciones. Por ejemplo, muchos fabricantes de la Unión Europea incluyen el peso de un conductor de 75 kg y el equipaje para seguir la Directiva 95/48/CE de la UE. Las organizaciones también pueden definir el peso en vacío con niveles fijos de combustible y otras variables para igualar el valor para la comparación de diferentes vehículos.
La normativa de la Agencia de Protección del Medio Ambiente de Estados Unidos define el peso en vacío como el peso real o el peso estimado por el fabricante del vehículo en estado operativo con todo el equipamiento de serie, y el peso del combustible a la capacidad nominal del depósito, y el peso del equipamiento opcional calculado de acuerdo con §86.1832-01; los camiones ligeros incompletos tienen el peso en vacío especificado por el fabricante.
Para una motocicleta, el peso en mojado es el término equivalente.

## Masa seca
El peso en seco es el peso de un vehículo sin consumibles, pasajeros ni carga. Es significativamente inferior al peso de un vehículo en condiciones de ser conducido y, por lo tanto, rara vez se utiliza. Indicar el peso en seco puede hacer que las cifras de peso y relación potencia-peso de un coche parezcan mucho más favorables que las de los coches de la competencia utilizando el peso en vacío.
La diferencia entre el peso en seco y el peso en vacío depende de muchas variables, como la capacidad del depósito de combustible. No existe una norma para el peso en seco, por lo que está abierto a interpretaciones.
Algunos fabricantes de vehículos han utilizado el término peso de envío, que se refiere al vehículo tal y como está construido, sin opciones. Esto incluiría el aceite del motor, el refrigerante, el líquido de frenos y al menos una pequeña cantidad de combustible, ya que tradicionalmente los vehículos salían de la cadena de montaje y estos líquidos eran necesarios para ello.

## Motocicletas
Artículo principal: Pruebas y mediciones de motocicletas § Peso en seco
El peso en seco de una motocicleta excluye algunos o todos los siguientes elementos: gasolina (u otro combustible), aceite del motor, refrigerante, líquido de frenos o batería.